# Parco nazionale di Phuoc Binh
Il parco nazionale di Phuoc Binh (in vietnamita:Vườn quốc gia Phước Bình) è un'area naturale protetta del Vietnam. È stato istituito nel 2006 e occupa una superficie di 198,14 km², nella provincia di Ninh Thuan.
Nel 2009 è stata confermata la presenza del gayal (Bos frontalis), un bovino di 900 kg .